# Beam Valley Country Park

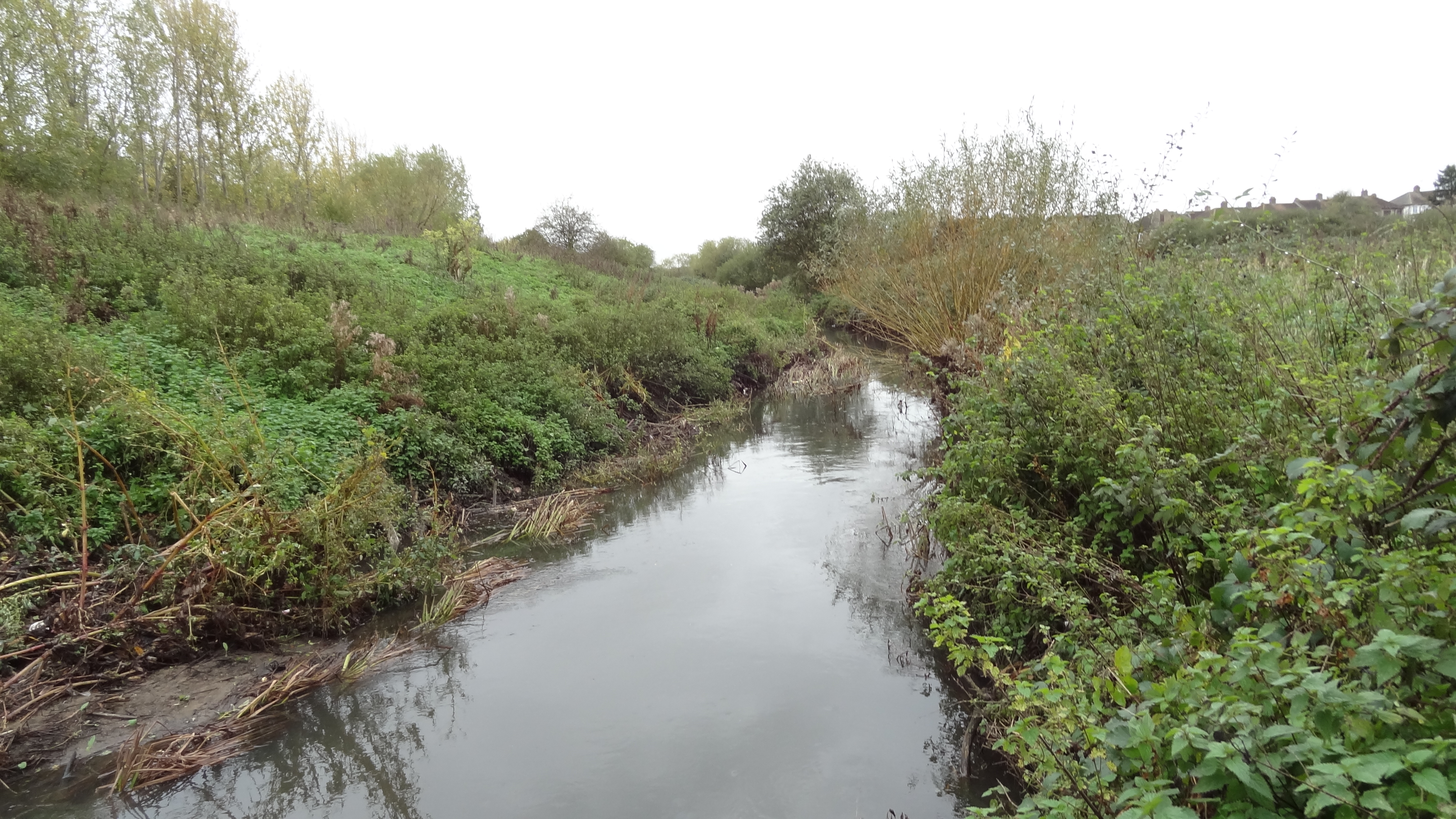
River Beam dans le Beam Valley Country Park

Beam Valley Country Park est un parc de 74 hectares situé à Dagenham, dans le Borough londonien de Barking et Dagenham. La majeure partie de celle-ci est désignée comme réserve naturelle locale (LNR) appelée Beam Valley , mais une bande étroite adjacente au faisceau de la rivière au sud de l'avenue Western est une LNR distincte appelée Beam Valley (Agence de l'environnement),. Le parc est également désigné comme étant deux sites d'importance capitale pour la conservation de la nature, de niveau 1, l'un au nord et l'autre au sud de South Dagenham Road ,,.

## Description
Le parc était autrefois un terrain abandonné. Il comprend des forêts et des prairies, d'anciennes gravières et la rivière Beam et le Wantz Stream. Parmi les oiseaux, on compte les martins-pêcheurs, la paruline à roseau, le bruant des roseaux et les alouettes. Il existe des preuves archéologiques que le site a été utilisé depuis l'âge de pierre et qu'il dispose également d'un four à poterie romain.

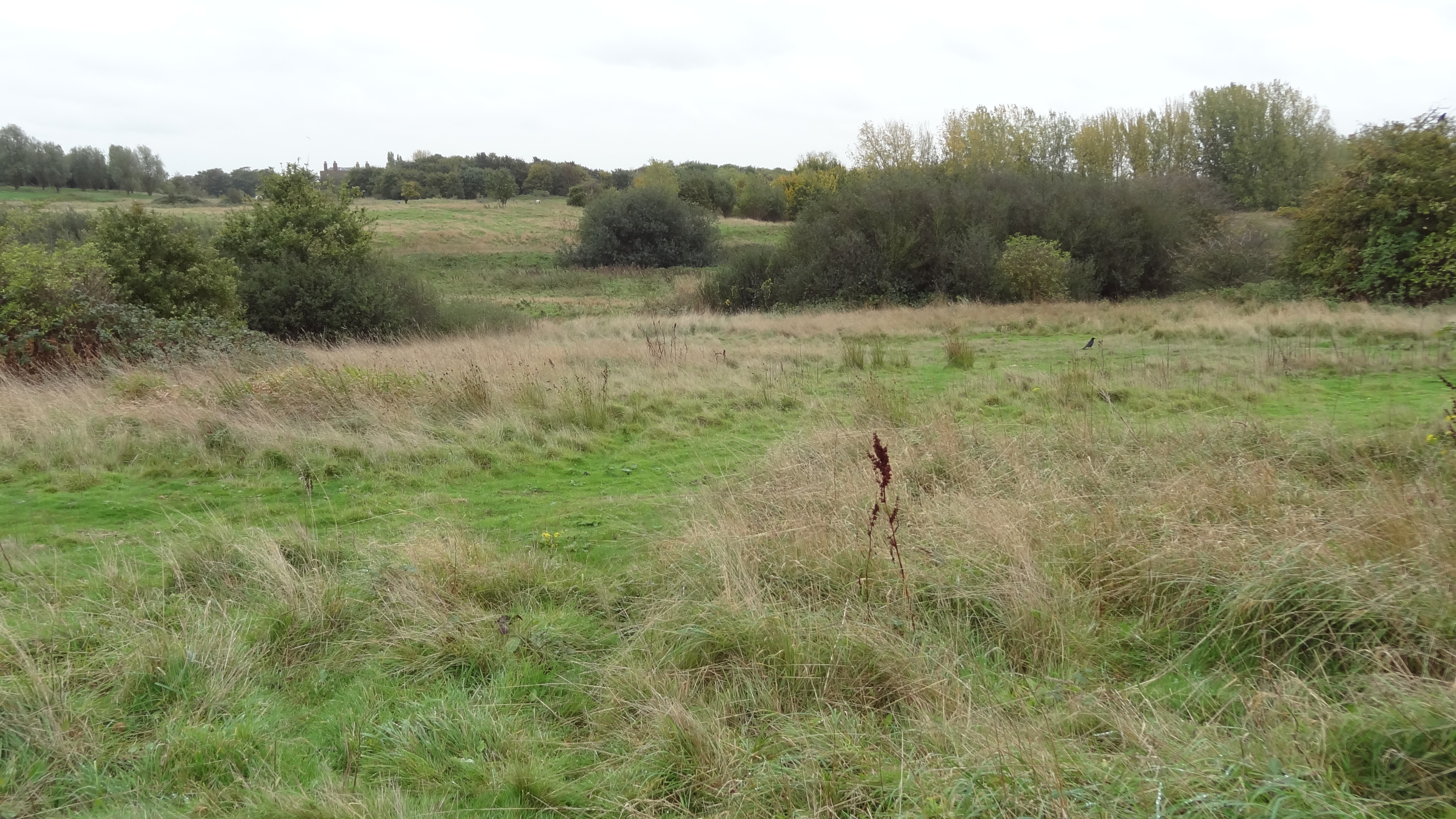
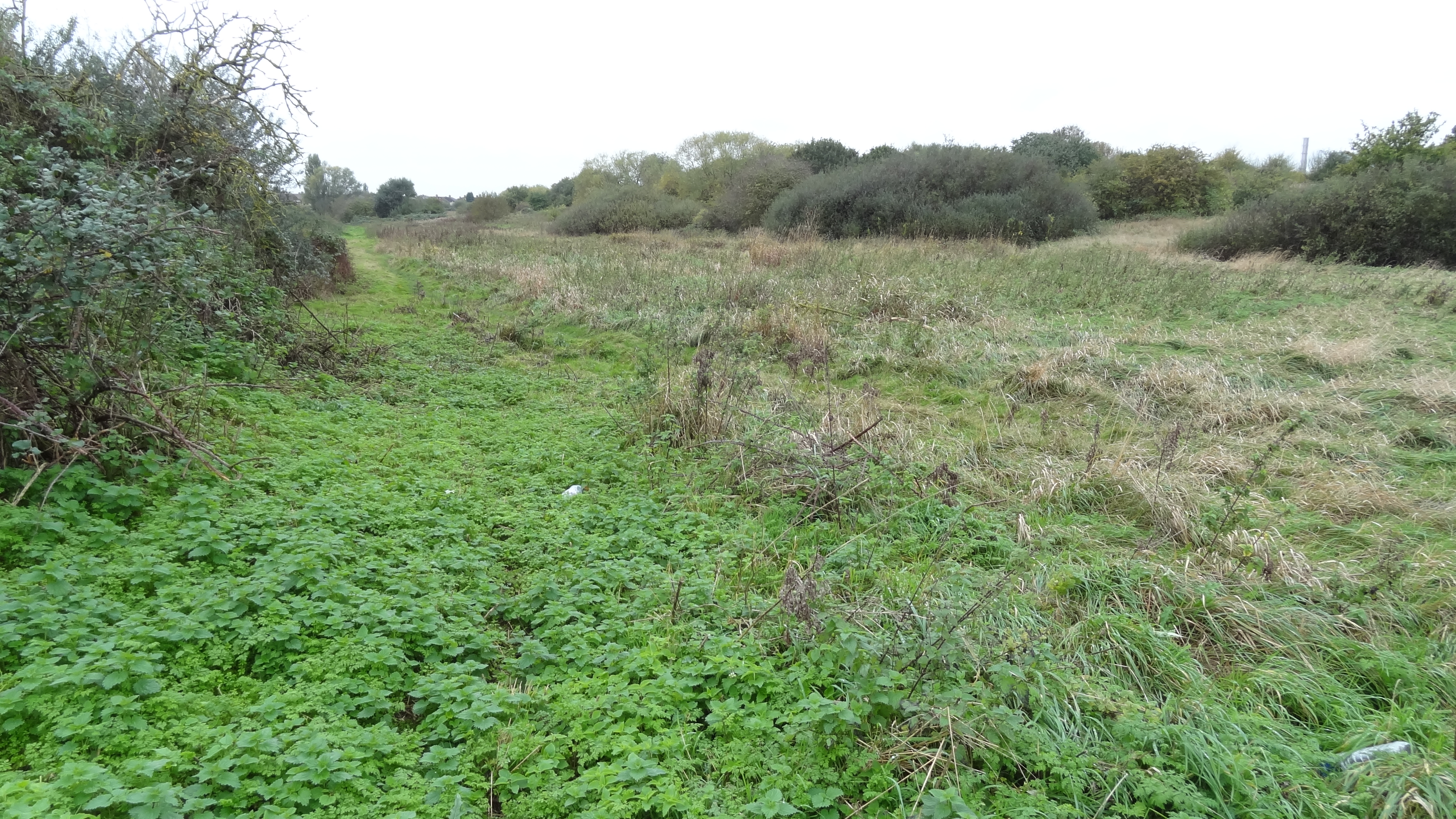
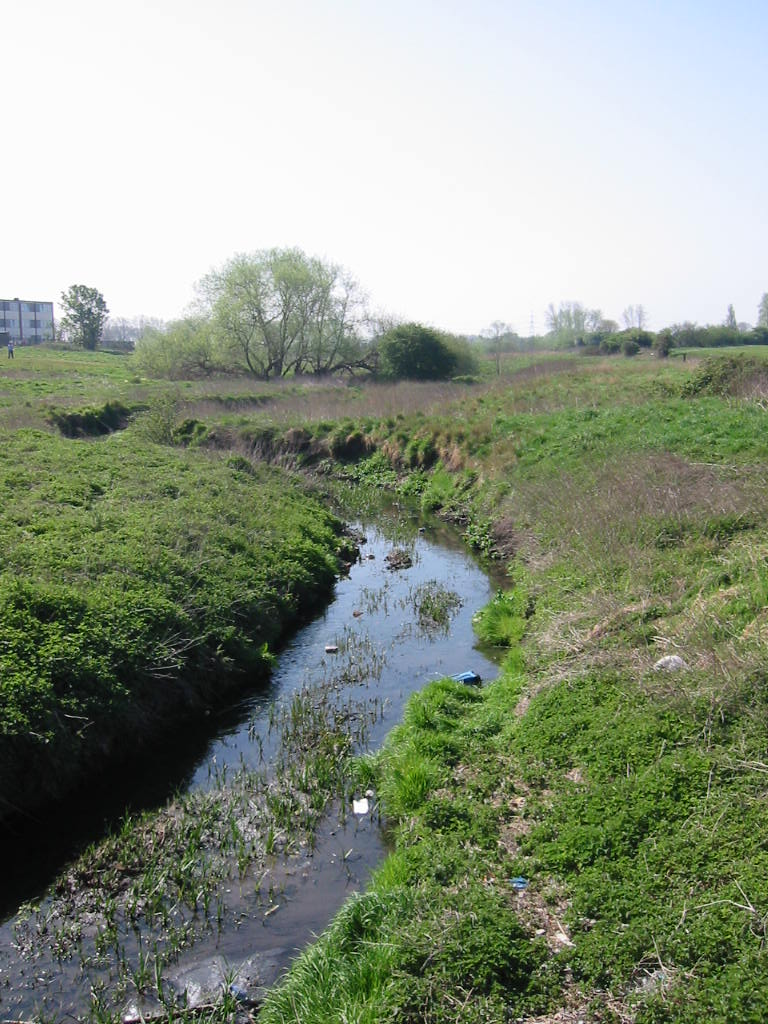
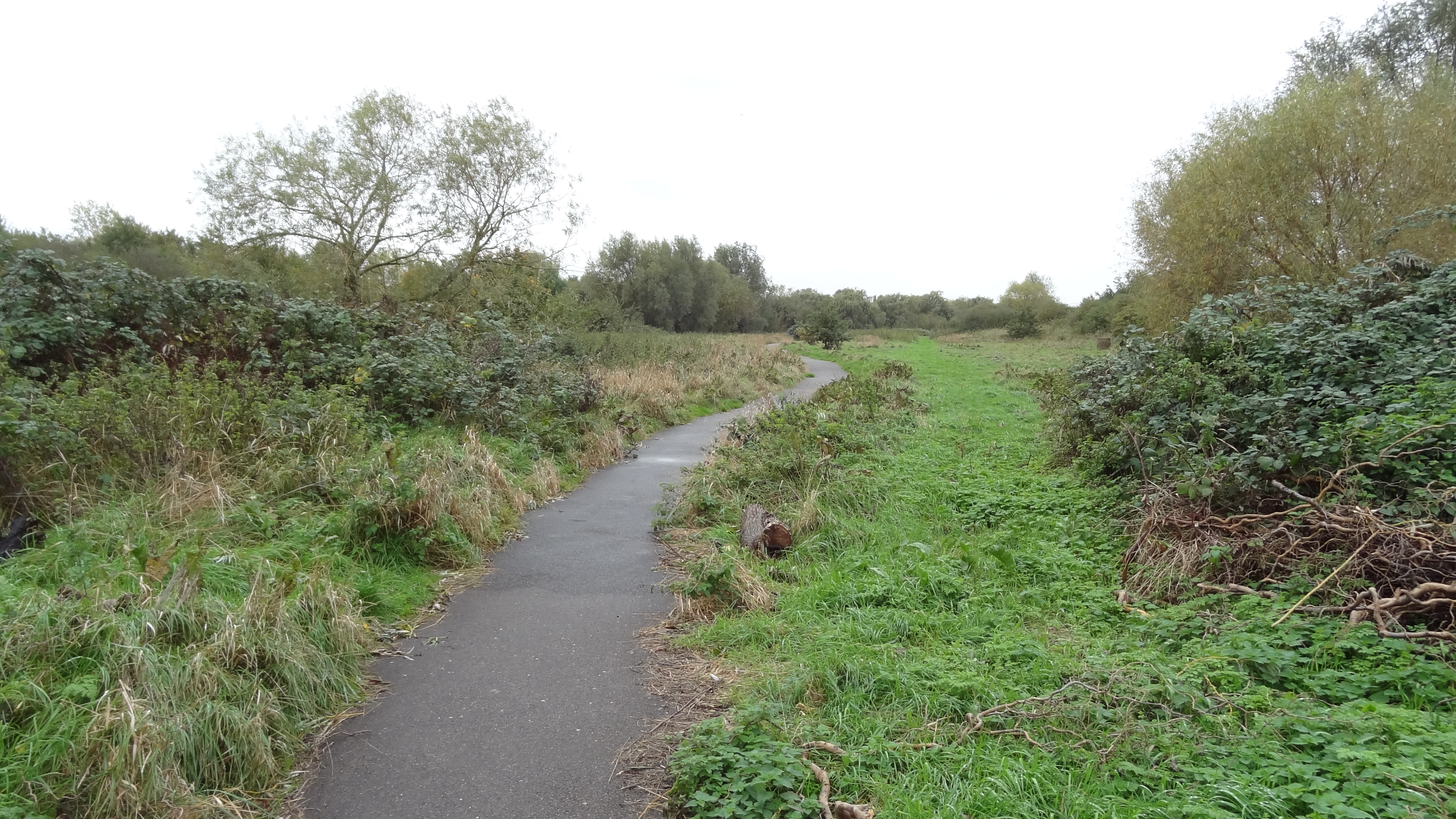